# Цинков сулфат
Цинковият сулфат се получава технически от цинк и разредена сярна киселина, както и при пърженето на сфалерита при достатъчен достъп на кислород при 900 °C:
Zn + H2SO4 → ZnSO4 + H2
ZnS + 2O2 → ZnSO4
При изпаряване на разтвора под 39 °C кристализира ZnSO4.7H2O – витриол. Представлява бяла ромбична кристална маса със стъклен изглед. Много разтворим във вода при обикновена температура. При бързо сгряване се стапя в кристализационната си вода. Оставен на въздуха той изветря. Познати са и други кристалохидрати. Под 39 °C кристализира с 6H2O, а над 70 °C – с 1H2O. Процеса на разтваряне е ендотермичен, само на еднокристалохидрата е екзотермичен. Над 1000 °C се разлага термично:
2ZnSO4→2ZnO +2SO2 + O2
Познати са и основни сулфати.
Цинковият сулфат се използва за импрегниране на дървен материал, тъй като го предпазва от гниене. Използва се и във фармацевтичната промишленост за направата на разхлабителни средства, средства за повръщане и дезинфекция, както и за лекуването на някои очни заболявания и др. Употребява се в багрилната техника, в галваностегията, за получаване на вани за поцинковане, при печатането, за получаване на липотон и др.